# James J. Belden

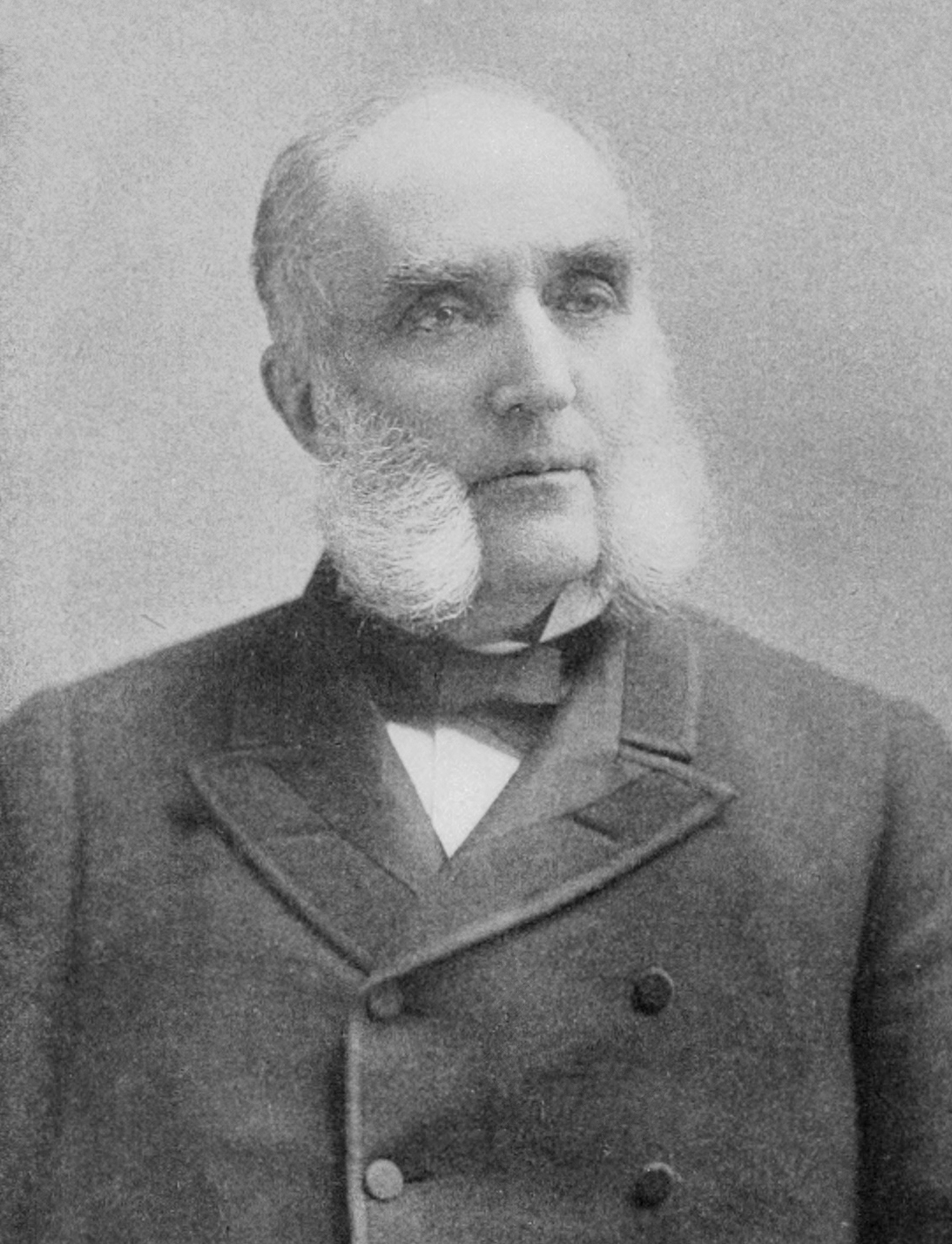
James J. Belden

James Jerome Belden (* 30. September 1825 in Fabius, New York; † 1. Januar 1904 in Syracuse, New York) war ein US-amerikanischer Politiker. Von 1887 bis 1895 sowie von 1897 bis 1899 vertrat er den Bundesstaat New York im US-Repräsentantenhaus.

## Werdegang
James Belden besuchte Gemeinschaftsschulen. Er arbeitete anschließend in einem Geschäft im Jefferson County, wo er eine Lehre zum Buchhalter machte. Danach ließ er sich in Syracuse als Buchhalter nieder und ging ins Bankgeschäft. Später war er im Bauwesen tätig. Er arbeitete an vielen Eisenbahn- und öffentlichen Bauprojekten. Ferner war er Präsident des Unternehmens, welches die Syracuse Post herausgab, sowie 1877 und 1878 Bürgermeister von Syracuse.
Politisch gehörte er der Republikanischen Partei an. Er wurde in einer Nachwahl im 25. Wahlbezirk von New York in den 50. Kongress gewählt, um dort die Vakanz zu füllen, die durch den Rücktritt von Frank Hiscock entstand. Sein Sitz im US-Repräsentantenhaus nahm er am 8. November 1887 ein. Bei den Kongresswahlen des Jahres 1888 wurde er in den 51. Kongress gewählt. Er wurde dort noch einmal wiedergewählt. 1892 kandidierte er im 27. Wahlbezirk von New York für den 53. Kongress. Nach einer erfolgreichen Wahl trat er am 4. März 1893 die Nachfolge von Sereno E. Payne an. Da er auf eine erneute Kandidatur 1894 verzichtete, schied er dann nach dem 3. März 1895 aus dem Kongress aus. Bei den Kongresswahlen des Jahres 1896 wurde er in den 55. Kongress gewählt, wo er am 4. März 1897 die Nachfolge von Theodore L. Poole antrat. Da er auf eine erneute Kandidatur 1898 verzichtete, schied er nach dem 3. März 1899 aus dem Kongress aus.
Er verstarb am 1. Januar 1904 in Syracuse und wurde dann auf dem Oakwood Cemetery beigesetzt.